# AJ・ディバンツァ
AJ・ディバンツァ（AJ Dybantsa, 2007年1月29日 - ）は、アメリカ合衆国マサチューセッツ州ブロックトン出身のバスケットボール選手。ポジションはスモールフォワード。

## 経歴

### ハイスクール
高校1年目のシーズンに平均19.1得点・9.6リバウンド・2.9アシストを記録し、マサチューセッツ州のゲータレード年間最優秀選手賞を受賞。チームは州大会で準優勝した。
2年目のシーズン開幕前にプロリフィック・プレップへ転校した。2023年夏にはNBA選手のステフィン・カリーやジェイソン・テイタムが主催したエリートキャンプに参加し、レブロン・ジェームズ、ケビン・デュラント、ポール・ジョージ、クリス・ポールらとワークアウトを行った。

### リクルート
ESPNからは所属する2026年のクラスの中で1位の評価を受け、高校1年目のシーズン終了時点でボストンカレッジからオファーを受けた。その他にもプロビデンス大学、ジョージタウン大学、コネチカット大学、ケンタッキー大学、ノースカロライナ大学、アラバマ大学、ワシントン大学からオファーを受けた。2023年7月には、On3.comによって学年関係なく最高の高校生と評された。
2023年10月11日に学年変更し、卒業を1年早めた。
| 氏名 | 出身                                                                                | 高校 / 大学              | 身長               | 体重           | コミット日 |
| --- | ----------------------------------------------------------------------------------- | ------------------------ | ------------------ | -------------- | ---------- |
| AJ・ディバンツァ SF | ブロックトン                                                                        | プロリフィック・プレップ | 6 ft 7 in (2.01 m) | 196 lb (89 kg) | —          |
| AJ・ディバンツァ SF | リクルート スターレーティング: Scout: N/A Rivals: 247Sports: ESPN: ESPNグレード: 97 |                          |                    |                |            |
| 全リクルート順位: Rivals: 1 247Sports: 1 ESPN: 1 |                                                                                     |                          |                    |                |            |
| - 注意: 多くの場合、Scout、Rivals、247Sports、ESPNの間で身長、体重が一致しない可能性がある。 - これらの場合、平均をとっている。ESPNグレードは100ポイントスケールに基づいている。 出典: |                                                                                     |                          |                    |                |            |

## 代表歴
2023年にU16アメリカ選手権のアメリカ代表に選出され、優勝した。